# Grundgenauigkeit
Die Grundgenauigkeit ist ein Qualitätskennzeichen für Messgeräte. 
Die Grundgenauigkeit ist nicht genormt oder sonst verbindlich festgelegt. Sie wird in manchen Informationsschriften zu Digitalmultimetern angegeben als eine verkürzte Angabe über deren Fehlergrenzen. Sie beschränkt sich auf den günstigsten Fall, der häufig nur für einen einzigen Messbereich einer einzigen Messgröße zutrifft und keine Einflusseffekte durch Temperatur oder Kurvenform berücksichtigt.